# Stazione di Biancavilla
La stazione di Biancavilla era una stazione ferroviaria della ferrovia Circumetnea, attiva dal 1895 al 2015. In seguito fu sostituita dalla nuova fermata sotterranea denominata "Biancavilla Centro".

## Storia

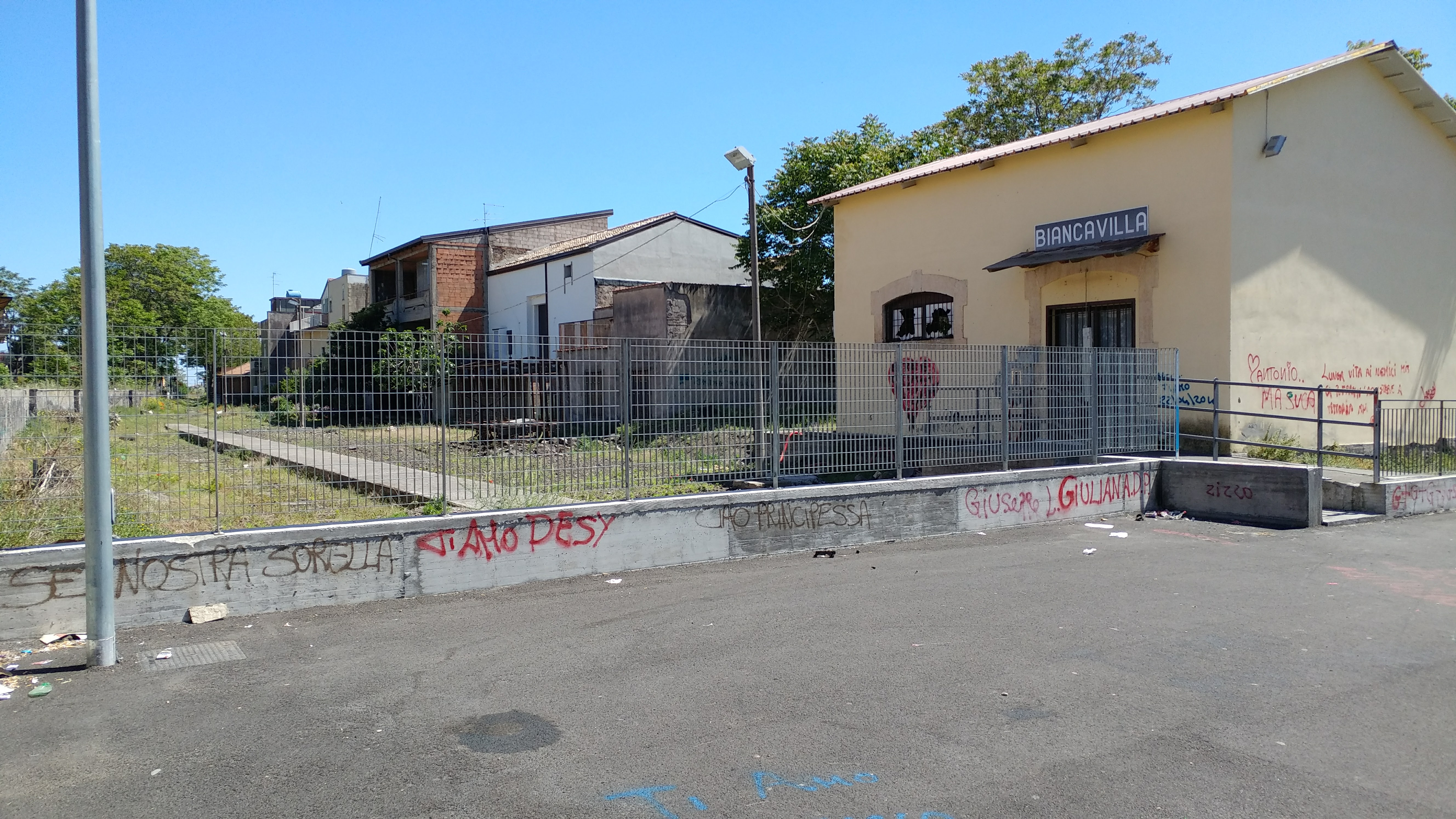
Ciò che resta oggi della vecchia stazione: l'ex magazzino adibito a biglietteria e una parte della sede dei binari.

La stazione di Biancavilla fu inaugurata il 2 febbraio 1895 contestualmente all'entrata in funzione della prima tratta (Catania-Adernò) della ferrovia Circumetnea.
In seguito al progetto di ammodernamento della tratta Adrano-Paternò, negli anni ottanta il fabbricato principale venne demolito al fine di avviare i lavori di scavo, che sarebbero serviti per il futuro interramento della tratta corrispondente; quindi si decise di sostituire momentaneamente il fabbricato viaggiatori con un container, e creare un nuovo ingresso sulla parte più a nord, oggi in corrispondenza di Via stazione. I lavori di ammodernamento subirono diversi stop e rallentamenti, anche a causa della presenza di amianto nel sottosuolo, quindi la nuova entrata e il container, che dovevano essere temporanei, rimasero tali fino al 2009 circa. In seguito fu ristrutturato il vecchio magazzino e venne adibito a biglietteria/sala d'attesa, e inoltre venne creata una nuova entrata in corrispondenza dell'edificio ristrutturato.
Per favorire il completamento dei lavori, negli anni a seguire vennero bloccati ad alternanza i due binari di transito, sopprimendo gli incroci dei treni in entrambe le direzioni.

### La soppressione a favore della nuova fermata
Dopo le inaugurazioni delle nuove tratte di Santa Maria di Licodia (2009) e Adrano (2011), il 29 luglio 2015 fu inaugurata anche la restante tratta di Biancavilla, sopprimendo il vecchio tracciato e la storica stazione.
Oggi la stazione risulta essere totalmente scomparsa, in quanto in corrispondenza del vecchio fabbricato e alla sede dei binari è presente un ampio piazzale asfaltato accessibile alle auto, su cui vi è ubicato l'accesso della nuova fermata sotterranea.

## Strutture e impianti
Originariamente la stazione era composta da un fabbricato viaggiatori leggermente sopraelevato rispetto al piano stradale, a cui si accedeva tramite degli scalini posti in prossimità di piazza della Resistenza. Inoltre era dotata anche di un magazzino posto all'estremità sud. Erano presenti un totale di tre binari, di cui uno tronco in corrispondenza del magazzino.

## Movimento

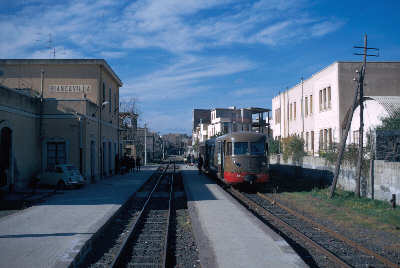
La RALn 60.02 ex FS (serie RALn 60.01-25), con al traino la carrozza n. 5, in breve sosta alla stazione di Biancavilla, mentre espletavano il treno locale 22, 24 novembre 1972.

La stazione è stata, sin dall'origine, di fermata per tutti i treni viaggiatori, sia in direzione di Riposto, sia in direzione di Catania. 
L'orario ferroviario in vigore dal 16 agosto del 1938 riportava un'offerta di sei coppie di treni viaggiatori, effettuati con automotrici Fiat ALn 56 da e per Catania, delle quali tre raggiungevano il capolinea di Catania Porto e tre erano limitate alla stazione Borgo. Per la direzione di Riposto erano invece previste solo due coppie giornaliere di automotrici. Una coppia di treni era soppressa nei giorni di domenica.
Nel 1975 l'offerta giornaliera si attestava su 12 coppie di treni (di cui due coppie solo feriali); il capolinea di Catania Porto veniva raggiunto solo da 4 corse del mattino mentre solo due della sera vi partivano con destinazione Adrano. La stazione di Riposto veniva raggiunta da 5 coppie di treni di cui alcuni con cambio a Randazzo.
L'offerta di treni del 2014 prevedeva 14 treni in arrivo da Catania Borgo e 13 treni viceversa. Riposto era raggiunta da 4 treni di cui uno con rottura di carico a Randazzo. Da Riposto si poteva raggiungere Adrano con cambio a Randazzo, origine di 10 treni giornalieri per Biancavilla e Catania.
Il tempo impiegato dalle automotrici, da Catania Borgo per raggiungere Adrano era, nel 1938, di poco meno di 1h (con 5 fermate intermedie); nel 1975 la percorrenza prevedeva circa 1h (con 7 fermate intermedie); nel 2014 in media circa 1h ma con 10 fermate intermedie.
Notevole nell'anteguerra era il movimento merci di prodotti agricoli in partenza dalla stazione, per il porto di Catania.